# Chantry Park
Chantry Park är en park i Storbritannien.   Den ligger i riksdelen England, i den sydöstra delen av landet, 100 km nordost om huvudstaden London. Chantry Park ligger 34 meter över havet.
Terrängen runt Chantry Park är platt. Runt Chantry Park är det mycket tätbefolkat, med 2 915 invånare per kvadratkilometer. Närmaste större samhälle är Ipswich, 2,7 km öster om Chantry Park. Runt Chantry Park är det i huvudsak tätbebyggt.